# Weltmeister Maven

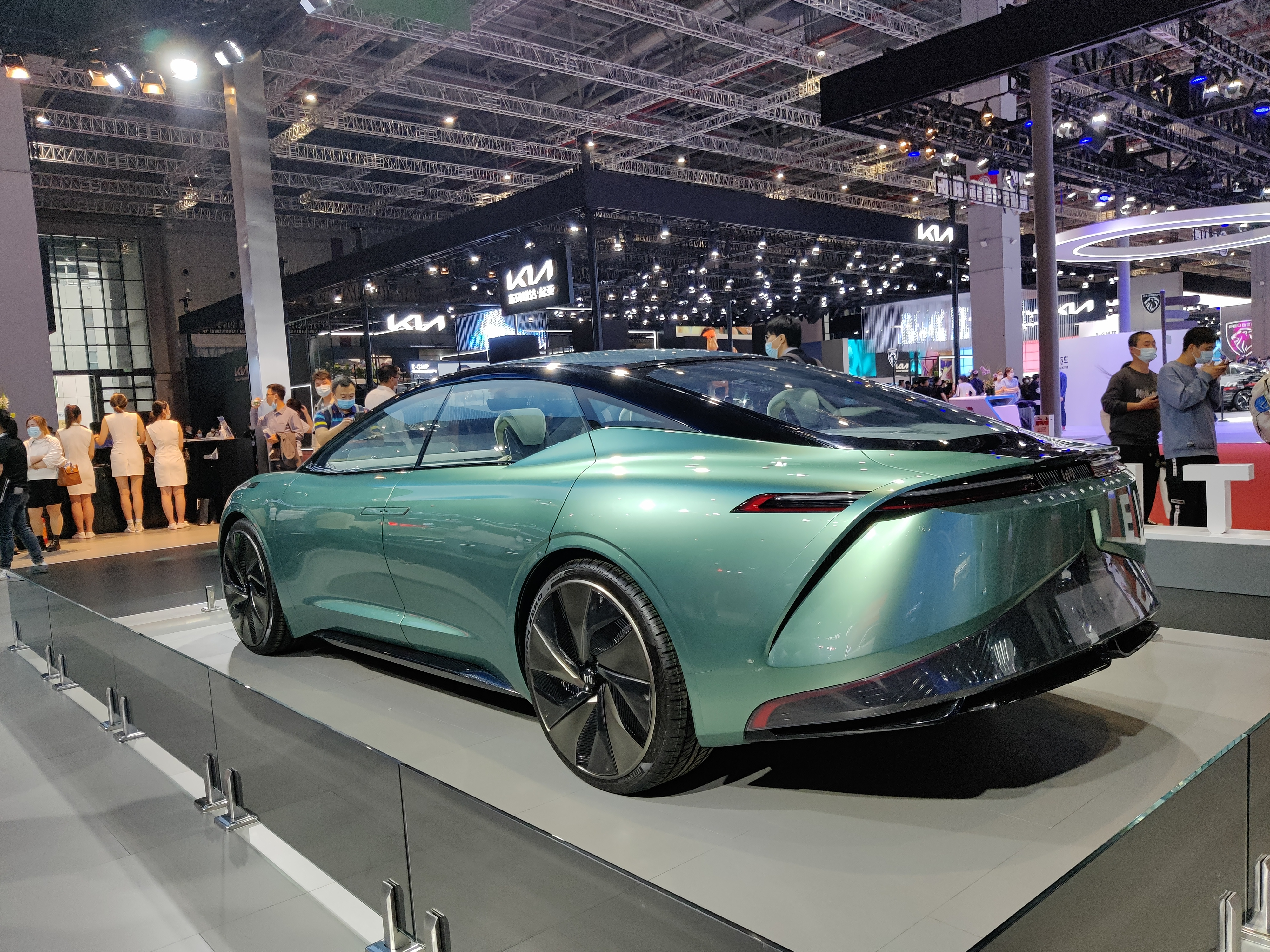
Weltmeister Maven Concept

Weltmeister Maven — китайський електромобіль компанії WM Motor. Запас ходу в електрокара буде 800 км, що майже на 300 км більше, ніж у Tesla Model 3 Long Range.